# Rimpar
Rimpar est une commune de Bavière (Allemagne), située dans l'arrondissement de Wurtzbourg, dans le district de Basse-Franconie.

## Personnalités liées à la commune
C'est de Rimpar que les frères Lehman ont émigré vers les États-Unis où ils feront fortune.